# Quickborn-Preis
Der Quickborn-Preis (nds: Quickborn-Pries) ist eine Auszeichnung für besondere Leistungen auf dem Gebiet der niederdeutschen Sprache, Literatur oder volkskundlichen Forschung.

## Geschichte
Entstanden ist die Auszeichnung im Jahr 1962 und wurde daraufhin bis ins Jahr 1984 regelmäßig verliehen. Seit 1992 wird der Quickborn-Preis alle zwei Jahre von der Quickborn Vereinigung für niederdeutsche Sprache und Literatur e. V. in Hamburg verliehen. Von 2006 bis 2020 wurde der Preis in Zusammenarbeit mit der Niedersächsischen Sparkassenstiftung verliehen, die auch das Preisgeld in Höhe von 2.000 € stellte.

## Preisträger

### Preisträger in den Jahren 1960 bis 1984
- 1960: Paul Selk
- 1962: Rudolf Kinau
- 1964: Alma Rogge
- 1966: Albert Mähl
- 1970: Wilhelmine Siefkes
- 1972: Heinrich Schmidt-Barrien
- 1974: Hinrich Kruse
- 1976: Theodor Schuster
- 1978: Günter Harte
- 1980: Heinrich Diers
- 1982: Johann Diedrich Bellmann
- 1984: Konrad Hansen

### Preisträger seit Wiederaufnahme der Verleihung
- 1992: Heinrich Kröger
- 1994: Friedrich W. Michelsen
- 1996: Heinrich Egon Hansen
- 1998: Jürgen Schierer
- 2000: Hans Timmermann
- 2002: Inge Bichel und Ulf Bichel
- 2004: Cornelia Nenz
- 2006: Volker Holm
- 2008: Jürgen Meier
- 2010: Heike Müns
- 2012: Hartmut Cyriacks und Peter Nissen
- 2014: Georg Bühren
- 2016: Dieter Andresen
- 2018: Karl-Heinz Madauß
- 2020: Heinrich Thies[5]
- 2022: Christa Heise-Batt[6]
- 2024: Peer-Marten und Gesche Scheller (Quickborn-Verlag)[7][8]

Quellenangabe für alle Preisträger: